# Zádor Dezső (zeneszerző)
Zádor Dezső (Ungvár, 1912. október 20. – Lviv, 1985) zeneszerző, zongoraművész, pedagógus, néprajzkutató, az Ungvári Zenei Konzervatórium első igazgatója, a Kárpátaljai Filharmónia művészeti vezetője, fél évig a Kárpátaljai Népi Együttes vezetője, az Ungvári Szimfonikus Zenekar karnagya.

## Életpályája
Értelmiségi családban született.
Édesapja Zádor Jenő, az ungvári római katolikus templom kántora és a városi énekkar vezetője volt. Édesanyja tanítónőként dolgozott.
Már korán, szüleitől és Lengyel Zsigmond zenetanártól elsajátította a zongorázás alapjait. Az elemi iskola elvégzése után a Drugeth gimnáziumban folytatta tanulmányait.
18 évesen felvételt nyert a Prágai Zeneakadémiára, ahol egyidejűleg  a zongora, orgona, és karmester szakon tanult. A fővárosban aktív előadói és karmesteri tevékenységet folytatott. Az akadémia 3 szakát háromszoros kitüntetéssel végezte el 1934-ben.
Ekkor kezdett el Bartók Béla zenéjével és népzenével foglalkozni. 1936-38 között a prágai Művelődésügyi Minisztérium hatáskörébe tartozó folklór osztályán kárpátaljai zenei referensként foglalkozott népdal kutatással.
Összeállított egy gyűjteményt, amelyben 156 ruszin népdal kapott helyet. Ez a gyűjtemény  eljutott Bartókhoz, aki nagyra értékelte Zádor tevékenységét és lemásolta az MTA részére.
Mint előadóművész, 1936-ban szerepelt Huszton, Beregszászban, Munkácson és Ungváron. Egy évvel korábban II. helyezést ért el a prágai rádiótársaság által szervezett országos zongoraversenyen. Fellépett a Budapesti Zeneakadémián.
1938-ban visszatért Ungvárra. A tanítóképző helyettes tanárává nevezték ki, később a női líceum rendes tanára lett.
A Kárpátaljai Tudományos Társaság Hajnal című folyóirata megjelentette A ruszin népdalköltészet kolomijkái című esszéjét.
A II. világháború alatt Nyíregyházán az I. huszárhadosztály ének- és táncegyüttesének karmestere.
1945 februárjában Linzbe szállították munkaszolgálatra. A kapituláció után visszatért Ungvárra.
A szovjet hatóságok kinevezték az Ungvári Állami Zeneművészeti Szakközépiskola igazgatójának és közben tanította a zenepedagógiát és zeneszerzést. Bemutató hangversenyeket rendezett, zongora esteket adott.
Négy évvel később váltották le az igazgatói állásból, de tanárként tovább működött és komponált. Az Ukrán Zenei-Drámai Színház részére kísérő zenéket írt.
Felvették a Szovjet Zeneszerzők Szövetsége tagjai közé. Kárpátalja egyetlen hivatásos zeneszerzője volt.
Megírta a Kárpátalja című szvitjét zongorára, melyben ötvözte a klasszikust és a népzenét.
1951-ben Tisztelet jele érdemrenddel tüntették ki. A filharmónia művészeti vezetője lett. Ekkor komponálta a Verhovina a mi világunk című  capella művét.
1963-ban a Lvivi Zeneművészeti Főiskola tanára lett és megírta a Zongoraversenyt. Ezért Sevcsenko-díjban részesült. Öt évvel később megkapta a docens tudományos fokozatot.
58 évesen súlyos infarktus érte, ezért eltiltották a pedagógusi tevékenységtől. Csak zeneszerzéssel foglalkozott.
1972-ben Érdemes művész címet kapott.
1978-ban kinevezték a Lvivi Konzervatórium zeneszerző szaka professzorává.
Zádor Dezső 1985. szeptember 16-án, 72 évesen Lvivben hunyt el. Az ungvári Kálvária temetőben nyugszik.
Az Ungvári Zeneművészeti Szakközépiskola 1991-ben vette fel nevét. Megalakult a Zádor Dezső Zenei Társaság.